# Ibn al-Sa‘i
Ibn al-Sa‘i, arabisch ابن الساعي, DMG Ibn al-Sāʿī, voller Name: Tāǧ al-Dīn ʿAlī ibn Anǧab Ibn al-Sāʿī, geb. 1197; gest. 1276, war ein im heutigen Irak lebender Historiker und Schriftsteller, der während der Endphase des Abbasiden-Kalifates in Bagdad wirkte.
Er arbeitete als Bibliothekar an zwei großen Rechtsschulen, der Niẓāmiyyah und später der Munstanṣiriyyah. Eines seiner bekanntesten Werke ist Die Frauen der Kalifen (arabisch نساء الخلفاء), ein Personenlexikon, das 39 Frauen auflistet, die als Ehefrauen und Konkubinen am Hofe der Abbasiden-Kalifen lebten.
Ibn al-Sa'i überlebte den Mongolensturm und 1258 die Eroberung und Zerstörung Bagdads, danach lebte er unbehelligt unter der Herrschaft der mongolischen Ilchaniden.

## Schriften (Auswahl)
- Die Frauen der Kalifen («نساء الخلفاء المسمى: جهات الأئمة الخلفاء من الحرائر والإماء - ط»)